# Terno d’Isola
Terno d’Isola (lombardul: Téren) település Olaszországban, Lombardia régióban, Bergamo megyében. Lakosainak száma 7993 fő (2023. január 1.). Terno d’Isola Bonate Sopra, Calusco d’Adda, Carvico, Chignolo d'Isola, Mapello, Medolago és Sotto il Monte Giovanni XXIII községekkel határos.

## Népesség
A település lakossága az elmúlt években az alábbi módon változott:
| Lakosok száma | 8046 | 8106 | 7993 |
|               | 2017 | 2018 | 2023 |